# On the Rocks (filme)
On the Rocks é um filme de comédia dramática estadunidense escrito e dirigido por Sofia Coppola e estrelado por Bill Murray, Rashida Jones e Marlon Wayans. O filme sua estreia mundial no Festival de Cinema de Nova York em 22 de setembro de 2020, e foi lançado em uma versão limitada no cinema em 2 de outubro de 2020, pela A24, e em seguida pela Apple TV+ em 23 de outubro de 2020.
O filme recebeu críticas positivas, que o consideraram mais leve do que os anteriores de Coppola e elogiaram o desempenho de Murray.

## Elenco
- Rashida Jones como Laura Keane
- Bill Murray como Felix Keane
- Marlon Wayans como Dean
- Jessica Henwick como Fiona Saunders
- Jenny Slate como Vanessa
- Liyanna Muscat como Maya
- Alexandra e Anna Reimer como Theo
- Barbara Bain como Gran Keane
- Juliana Canfield como Amanda Keane
- Alva Chinn como Diane

## Recepção
No Rotten Tomatoes, o filme tem um índice de aprovação de 86% baseado em resenhas de 234 críticos, com uma avaliação média de 7,30/10. O consenso do site diz: "On the Rocks não é tão potente quanto seus ingredientes de primeira linha podem sugerir, mas o resultado final ainda cai fácil - e oferece uma grande prova do charme envelhecido de Bill Murray". No Metacritic, o filme tem uma pontuação média ponderada de 73 de 100 com base em 46 avaliações, indicando "críticas geralmente favoráveis".